# 孔查·加西亞·賽拉
孔查·加西亞·賽拉（西班牙語：Concha García Zaera，1930年6月12日—2023年7月20日）是一位西班牙藝術家，以使用小畫家軟體創作插畫而出名。

## 生平
1930年，賽拉出生在西班牙的瓦倫西亞。她在結婚之後與丈夫建立了自己的攝影工作室。
當賽拉的丈夫中風後，她不得不待在家裡照顧丈夫。一次子女們送給她一台電腦，賽拉便開始學習如何用小畫家作畫，隨著時間增長，技巧越來越熟練，平均兩周內即可完成一幅畫作。2018年3月，她將部分畫作貼在Instagram上，很快在網際網路上爆紅，吸引了十幾萬的粉絲；她因此受到卡迪納塞電台的專訪。賽拉表示她的畫作有不少都是從丈夫送她的明信片上取材的。
2018年年底，賽拉還引起了迪士尼公司的注意，獲邀為電影《愛·滿人間》繪製主角瑪莉·包萍的宣傳插圖。

## 外部連結
- 孔查·加西亞·賽拉的Instagram帳戶